# Synarmadillo cristifrons
Synarmadillo cristifrons là một loài chân đều trong họ Armadillidae. Loài này được Hilgendorf miêu tả khoa học năm 1893.